# Ma Dai
Ma Dai (184 - 239) foi um general do estado de Shu Han, no período dos Três Reinos na China e primo mais novo de Ma Chao.

## Carreira militar
Ma Dai junto ao seu primo, começaram suas carreiras militares ao serviço de seu tio Ma Teng, e posteriormente serviram Liu Bei que fundou o estado de Shu Han. Participou de diversas batalhas contra Cao Cao e matou o general do Shu, Wei Yan após ele se rebelar depois da morte do estrategista miliar, Zhuge Liang.